# Надеждинское сельское поселение (Омская область)
Надеждинское се́льское поселе́ние — муниципальное образование в Омском районе Омской области Российской Федерации.
Административный центр — село Надеждино.

## История
Статус и границы сельского поселения установлены Законом Омской области от 30 июля 2004 года № 548-ОЗ «О границах и статусе муниципальных образований Омской области»

## Население
| 2006  | 2010  | 2011  | 2012  | 2013  | 2014  | 2015  |
| ----- | ----- | ----- | ----- | ----- | ----- | ----- |
| 2394  | ↗2537 | ↗2542 | ↗2652 | ↗2789 | ↘2779 | ↘2751 |
| 2016  | 2017  | 2018  | 2019  | 2020  | 2021  | 2023  |
| ↘2723 | ↘2688 | ↗2701 | ↗2711 | ↘2656 | ↗2870 | ↘2856 |

## Состав сельского поселения
| № | Населённый пункт | Тип населённого пункта       | Население |
| - | ---------------- | ---------------------------- | --------- |
| 1 | Большекулачье    | деревня                      | ↘197      |
| 2 | Дачный           | посёлок                      | ↘497      |
| 3 | Надеждино        | село, административный центр | ↗2205     |